# 千葉県立館山野鳥の森
座標: 北緯34度55分11.42秒 東経139度50分7.88秒 / 北緯34.9198389度 東経139.8355222度
千葉県立館山野鳥の森（ちばけんりつたてやまやちょうのもり）は、千葉県館山市大神宮にある県立の県民の森。主に野鳥と触れ合うことのできる施設。

## 管理
指定管理者制度による財団法人　千葉県観光公社の管理。

## 施設
1974年10月30日開園。
営業時間　9時〜16時半
- 区域面積  22.4ha　-　日本森林浴の森100選選定
- 遊歩道  4.3 km
- 駐車場  大型3台　小型40台
- 主な建物

- - ふれあい野鳥館（707.36m2）
  - 展示施設  
    - ジオラマ展示コーナー（149m2）
    - 野鳥情報コーナー（108m2）

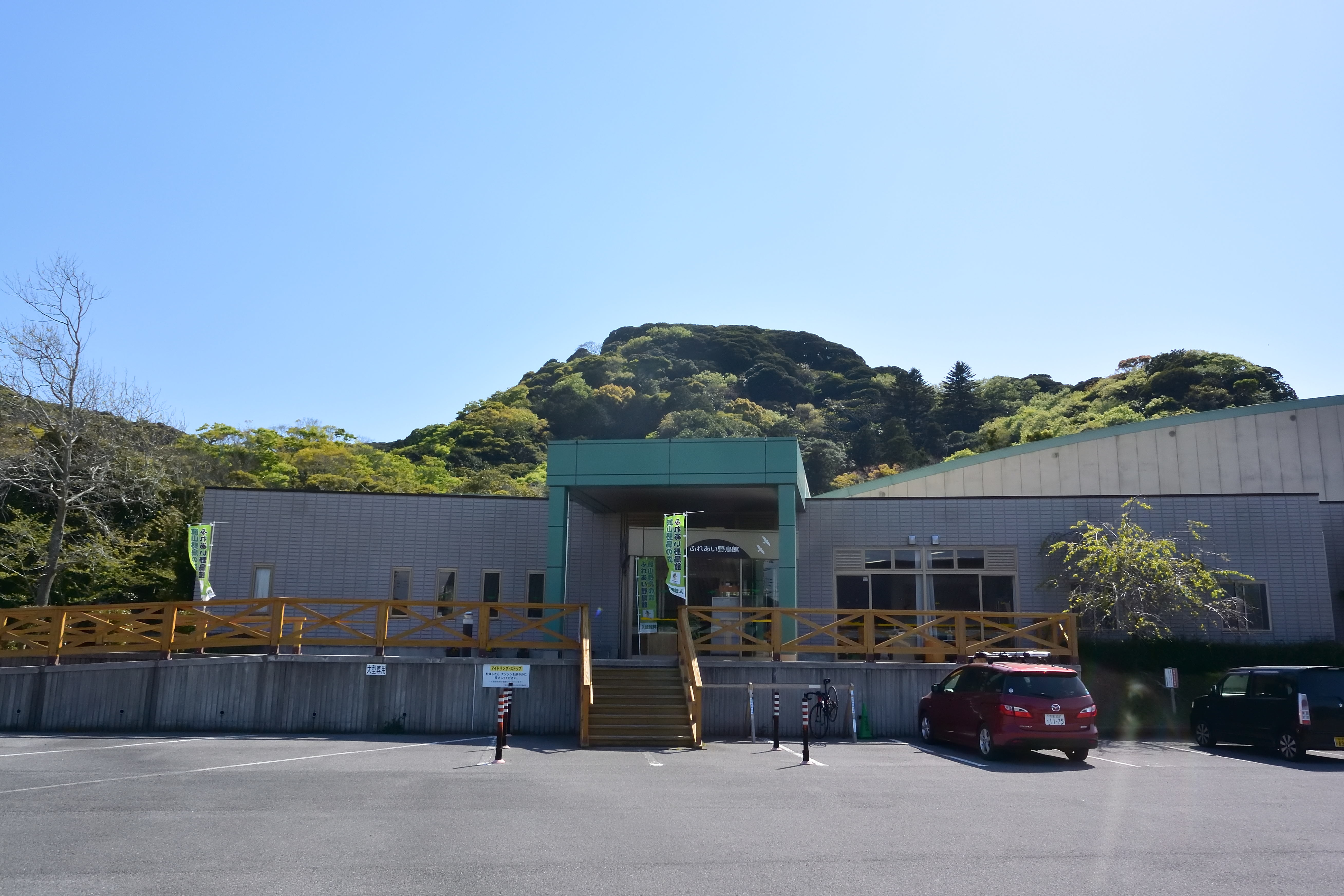
ふれあい野鳥館

    - 多目的ホール（大型映像装置）（86m2）
    - ホール（図書コーナー・工作体験コーナー）
    - 大型ネット禽舎（1,360m2）

  - 園地 
    - 餌木展示林
    - みどりの広場
    - 水禽池（西沢の池）
    - 探鳥道（3コース4.3 km）
    - 展望台（5ケ所）
    - あずまや（5棟）　　他

## アクセス
- 館山駅より国道410号を南下。
- JRバス　安房白浜駅行き　安房神社前下車　7分

## 周辺
- 安房神社
- 小塚大師　-　関東厄除三大師随一の霊場　名前の由来は、小塚にあるから。
- 白浜フラワーパーク　-　足湯や熱帯地帯の花の花摘み、プールを併設。
- 根本キャンプ場　-　キャンプ施設。
- 安房自然村　-　神話と温泉の旅館街（ビーチボーイズのロケ地）。